# Media in Serbia
I media della Serbia si riferiscono ai mezzi di comunicazione di massa con sede in Serbia. Televisione, riviste e giornali sono gestiti da società sia statali che a scopo di lucro che dipendono dalla pubblicità, dall'abbonamento e da altri ricavi relativi alle vendite. La Costituzione della Serbia tutela la libertà di parola.
Il sistema mediatico serbo è in trasformazione, è ancora "lento, incoerente e incompleto". Secondo il Centro europeo di giornalismo, "la democratizzazione del sistema dei media non è riuscita a diventare un fattore di democratizzazione della società nel suo insieme, una speranza diffusa nel 2000 basata sui risultati della decennale lotta contro la repressione dei media nel regime di Milosevic". La Serbia è al 59 ° posto su 180 paesi nel rapporto dell'Indice della libertà di stampa 2016 stilato da Reporter senza frontiere.

## Storia
Gli anni '90 hanno visto la fine del monopolio statale sui media. Nel corso del decennio, i media sono rimasti divisi tra quelli controllati dallo stato e quelli indipendenti. L'autonomia dei media e la sopravvivenza dei media indipendenti è rimasta un importante motivo di contesa durante il governo di Slobodan Milosevic. Durante questo tempo, i media erano uno strumento contro i nemici nazionali e internazionali. La società civile e i donatori internazionali hanno sostenuto la creazione di media indipendenti. Secondo l'Associazione per lo sviluppo delle trasmissioni private, nel 2000 la Serbia ha ospitato 480 stazioni radiofoniche e televisive, di cui 300 erano di proprietà privata e il resto erano locali, media pubblici.
Il controllo sui media è stato raggiunto attraverso diverse strategie. Da un lato, il quadro giuridico sul sistema dei media è stato intenzionalmente lasciato caotico, mentre lo stato ha mantenuto il monopolio sulla distribuzione delle frequenze e sulla produzione di notiziari, impianti di stampa e reti di distribuzione. Inoltre, i giornalisti non allineati, i media e gli inserzionisti dei media sono stati molestati, bloccati e / o forzatamente chiusi - in particolare se ritenuti pericolosi per il governo, come le elezioni, le manifestazioni di massa del 1996-1997 e la guerra del 1998-1999 in Kosovo.
Dopo la caduta di Slobodan Milošević, la maggior parte dei media statali è cambiata da un giorno all'altro e ha sostenuto la nuova coalizione di governo, il DOS. I cambiamenti politici hanno lasciato il posto alla ricostruzione del settore dei media. Tuttavia, i governi post Milosevic non sono stati in grado di portare la transizione al completamento. Una politica sui media è stata trascurata per tutto il decennio 2001-2010, per non rischiare il sostegno elettorale mettendo in crisi lo status quo.
Il settore dei media è stato quindi riformato lentamente e incoerentemente, dopo un lungo ritardo. Nel 2010, la Serbia aveva 523 supporti di stampa, 201 stazioni radio, 103 stazioni TV e 66 media online. Quasi 2,2 milioni di cittadini serbi leggono regolarmente supporti cartacei ogni giorno e ascoltano la radio in media per quasi tre ore al giorno. Tuttavia, la sostenibilità dei media rimane a rischio a causa dei piccoli introiti pubblicitari. Le nuove sfide comprendono la crescente concentrazione del settore pubblicitario, l'apertura al rischio di pressioni da parte di gruppi economici legati a partiti politici, nonché le difficili condizioni economiche generali sulla scia della crisi economica globale. L'Osservatorio sui media dell'Europa sud-orientale ha stimato che il 25-40% delle entrate pubblicitarie dei media nel 2014 proveniva dallo stato; tale spesa pubblica non è regolamentata.

## Quadro legislativo
La Serbia fa parte della Convenzione europea sui diritti umani e del Patto internazionale delle Nazioni Unite sui diritti civili e politici, imponendo entrambi obblighi per proteggere la libertà di espressione e informazione.
La Costituzione della Serbia garantisce la libertà di espressione (compresa la libertà di parola e di stampa, articolo 46) e consente la sua limitazione solo "per proteggere i diritti e la reputazione degli altri, per sostenere l'autorità e l'obiettività dei tribunali e per proteggere la salute pubblica, la morale di una società democratica e la sicurezza nazionale della Repubblica di Serbia" - come nel rispetto delle norme stabilite dalla Convenzione europea dei diritti dell'uomo.
È un diritto costituzionale, in Serbia, stabilire liberamente i media senza previa autorizzazione (articolo 50). Le licenze, richieste per le stazioni TV e radio, sono concesse da un organismo indipendente, la Republic Broadcasting Agency (RBA). La censura è proibita dalla Costituzione.
Il quadro legislativo sui media in Serbia comprende una legge sull'informazione pubblica, una legge sulla radiodiffusione, una legge sull'accesso alle informazioni di importanza pubblica e una legge sulle elezioni dei membri del Parlamento (che regolano la copertura elettorale). La Legge della pubblica informazione protegge esplicitamente il segreto giornalistico, e il codice penale esclude i giornalisti dall'obbligo di rivelare le loro fonti per i tribunali, a meno che per i reati gravi (punibile con più di 5 anni, frasi art.41). Nonostante la legge del 2004 sul libero accesso alle informazioni di importanza pubblica, gli sforzi dei media sono spesso ostacolati dalle autorità.
La legge sulla radiodiffusione prevede uno specifico regime di concentrazione dei media, che limita la proprietà di due o più emittenti televisive o radiofoniche terrestri all'interno della stessa area o sovrapposte, nonché la proprietà incrociata di TV, radio, quotidiani e agenzie di stampa. Tuttavia, queste norme sono quasi impossibili da attuare quando la proprietà dei media è spesso oscura. La mancanza di trasparenza della proprietà dei media è segnalata come una delle principali questioni dei settori.
Nel 2012, i veri proprietari di 18 oltre 30 importanti punti di informazione in Serbia sono rimasti sconosciuti. Nel 2009 è stato introdotto un registro dei media mediante la modifica della legge sull'informazione pubblica; tuttavia, gli emendamenti sono stati successivamente dichiarati incostituzionali.
La diffamazione è depenalizzata dal 2012. L'insulto è ancora un reato, ma non è punibile con la prigione, anche se i giornalisti possono essere imprigionati se non sono in grado di pagare le multe salate associate. La legge sulla riservatezza dei dati del 2009 prevede la responsabilità dei giornalisti se rivelano informazioni relative alla sicurezza nazionale, alla sicurezza pubblica e agli affari esteri.
Le protezioni legali per la libertà di parola e di stampa non sono coerentemente valide nella pratica. Tre nuove leggi sui media sono state adottate nell'agosto 2014, portando il quadro legale serbo più vicino agli standard dell'UE. Le tre leggi, parte della strategia mediatica del 2011 sostenuta dall'UE, prevedono la privatizzazione di quasi tutti i media di proprietà pubblica e la fine delle sovvenzioni statali dirette entro la metà del 2015, sostituite da un sistema di sovvenzioni (emittenti di servizio pubblico RTS e RTV, così come i media di minoranza, sono esenti dalla privatizzazione e sono finanziati da una quota di abbonamento dal 2016). Le leggi stabiliscono anche un registro dei media per la divulgazione delle strutture proprietarie dei media e la preparazione per la digitalizzazione della televisione entro il 2015. La loro attuazione resta da verificare..
Il governo è impegnato nel completamento della strategia di privatizzazione per i media, ma in passato diverse privatizzazioni hanno fallito, mentre altre hanno sollevato dubbi sulla mancanza di trasparenza, interferenze statali, pressioni e accordi per mantenerli sotto il controllo dello stato. Gli investitori stranieri possono detenere fino al 49% del capitale dei titolari di licenze di trasmissione, ma la loro effettiva influenza sulla linea editoriale è difficile da determinare.
Il mercato dei media serbi rimane sottosviluppato e saturo. La crisi economica globale, con la contrazione del mercato pubblicitario, ha ostacolato la sostenibilità finanziaria di diversi media (tra il 2010 e il 2014 l'agenzia RRA ha revocato più di 90 licenze, in particolare dai media regionali e locali, per mancanza di pagamento della licenza commissioni), con una diminuzione generale della qualità dei contenuti e del numero di media, e un aumento dei rischi di pressione economica e politica. I mezzi di comunicazione fanno sempre più affidamento sui sussidi statali, che vengono assegnati in modo opaco, soprattutto in caso di sovvenzioni irregolari o una tantum, rafforzando così le vie per pressioni politiche. Il mercato pubblicitario è anche occupato da società di proprietà statale.

### Status e autoregolamentazione dei giornalisti
La categoria di giornalista non è una professione registrata o con licenza in Serbia, con criteri e procedure formali. Non esiste una definizione legale di "giornalista" ("novinar") e il suo uso è inteso in senso lato. L'Associazione dei giornalisti ha registrato all'inizio del 2016 circa 6.000 giornalisti in Serbia.
I giornalisti in Serbia hanno uno status sociale basso e una bassa protezione sociale. La maggior parte dei giornalisti ha redditi irregolari e nessuna assicurazione sanitaria; la loro retribuzione media è la metà dello stipendio medio nazionale e sette volte inferiore a quella degli impiegati pubblici. Condizioni di lavoro sfavorevoli portano a sovraccarico di lavoro, produzioni di bassa qualità e mancanza di attrattiva della professione per i giovani di talento.
Le organizzazioni dei giornalisti non sono in grado di fornire una protezione efficiente e una dignità professionale sicura; i giornalisti sono mal pagati e hanno una reputazione pubblica molto bassa. Il contesto delle pressioni economiche e politiche, unitamente alla mancanza di protezione legale e alle difficili condizioni di lavoro, fanno sì che la percezione generale della categoria da parte del vasto pubblico sia di "dittatori" politicizzati e corrotti.
Casi di minacce e attacchi ai giornalisti persistono: nel 2008, c'erano 138 attacchi ai giornalisti mentre svolgevano il loro lavoro. La polizia serba è ritenuta insufficientemente efficace nel rintracciare il responsabile delle minacce ai giornalisti.
Le associazioni di giornalisti UNS e NUNS hanno ciascuno il proprio codice di condotta per i giornalisti. Entrambi hanno concordato un codice etico comune dei giornalisti serbi (Eticki kodeks novinara Srbije) nel 2006. L'ANEM ha anche adottato un Codice etico per le emittenti televisive nel 2002. Eppure, sono state segnalate numerose violazioni dei Codici, in particolare da tabloid politici quotidiani, riguardanti la presunzione di innocenza, la protezione della privacy e la protezione dei minori. Dal 2010, il suo rispetto è monitorato dal Consiglio stampa, un organo di autoregolamentazione per la stampa. Il consiglio può pubblicare solo dichiarazioni pubbliche, come sanzioni.
Un'indagine condotta nel 2015 tra i giornalisti ha riferito della casualità e della precarietà dei rapporti di lavoro nella professione, ma ha anche testimoniato la persistente integrità professionale dei giornalisti serbi. Il 75% dei giornalisti serbi ha affermato di ritenere che l'autocensura sia diffusa e l'80% crede che lo stato controlli i media. Circa il 40% dei giornalisti sarebbe pronto a lasciare la professione, mentre il 40% sarebbe disposto a rimanere in condizioni di lavoro ancora più basse, compresi gli stipendi, se fosse loro permesso di scrivere liberamente e senza interferenze.

## Libertà dei media
La libertà di stampa e la libertà di parola sono garantite dalla costituzione della Serbia e dal sistema giuridico, anche se le garanzie sancite dalle leggi non sono attuate in modo coerente. La Serbia è al 59 ° posto su 180 paesi nel rapporto dell'Indice sulla libertà della stampa 2016 stilato da Reporter senza frontiere, migliorando il proprio posizionamento di otto posizioni rispetto al 2015. Tuttavia, secondo alcuni esperti, questo miglioramento è stato di natura puramente statistica, ed è dovuto più al peggioramento della tendenza negli altri paesi compresi nell'Indice che a miglioramenti concreti della situazione in Serbia. Secondo il rapporto di Freedom House del 2015, i media e giornalisti in Serbia sono soggetti a pressioni da parte di politici e proprietari sui contenuti editoriali. Inoltre, i media serbi sono fortemente dipendenti da contratti pubblicitari e sussidi governativi che rendono i giornalisti e i media esposti a pressioni economiche, come i default di pagamento, la risoluzione dei contratti e simili.

## Stazioni mediatiche

### Carta stampata
La Serbia ha ottenuto il suo primo giornale nel 1834. Politika è stata lanciata nel 1904 ed esiste ancora come il primo quotidiano moderno, è il più antico quotidiano dei Balcani. Politika ha introdotto prodotti giornalistici basati su fatti, editoriali, sezioni sportive, contribuendo così alla modernizzazione e all'europeizzazione degli standard giornalistici in Serbia.
Durante il periodo socialista, la stampa in Jugoslavia ha funzionato come strumento di propaganda del Partito Comunista al potere. Il panorama dei media era dominato dal quotidiano del Partito Comunista, Borba. Politika rimase come organo domestico del Fronte popolare, un'ampia unione di forze antifasciste e socialiste. Gli anni '60, con l'introduzione dell'autogestione dei lavoratori, hanno visto l'inizio della liberazione dei media serbi dal dominio totale del partito.
Negli anni '90, i media stampati erano divisi tra sostenitori e oppositori. La circolazione e l'influenza di mezzi di informazione alternativi sono aumentati negli anni '90 e sono stati considerati un'avanguardia della democratizzazione. Politika e Borba cambiarono ruolo: dopo decenni di distanza dalla leadership socialista, Politika divenne completamente allineata al governo, mentre Borba divenne un giornale libero e critico..
Dopo il 2000, la stampa scandalistica si è diffusa e la stampa commerciale e di intrattenimento è avanzata. Molte agenzie di stampa sono state privatizzate, alcune anche nelle mani di investitori stranieri, tra cui Politika e Blic. La mancanza di trasparenza sulla proprietà dei gruppi di media rimane un problema, specialmente per i tabloid politici di breve durata, che sono spesso usati per campagne politiche. I tabloid in Serbia sono considerati "caratterizzati da conservatorismo, ideologia nazionalista, incitamento all'odio e disprezzo delle norme professionali ed etiche", possibilmente collegato a servizi segreti o interessi politici e commerciali. La stampa di qualità, spesso i principali giornali indipendenti degli anni '90, oggi soffre di un numero limitato di lettori e di difficoltà finanziarie dopo il ritiro di donatori esterni. Non riescono ad ampliare i temi trattati, ei loro giornalisti si specializzano principalmente su questioni politiche piuttosto che su argomenti più ampi, dall'economia all'ambiente, che potrebbero attrarre nuovi lettori interessati a colonne di qualità.
Attualmente, ci sono 340 giornali pubblicati in Serbia. Circa 12 giornali quotidiani sono pubblicati nel paese di cui 10 sono quotidiani nazionali. Il giornale Politika e Danas sono gli atti di cronaca serba, essendo il più antico giornale dei Balcani, fondato nel 1904. I giornali a diffusione più elevata sono i tabloid. Highest circulation newspapers are tabloids Večernje Novosti, Blic, Kurir, e Informer, tutti con più di 100 000 copie vendute. Ci sono un quotidiano sportivo (Sportski žurnal), un quotidiano privato Privredni pregled, due giornali regionali (Dnevnik pubblicato a Novi Sad e Narodne novine di Niš) e un quotidiano in lingua ungherese (Magyar Szo pubblicato a Subotica).
Ci sono 1.262 riviste pubblicate nel paese. Questi includono le riviste settimanali NIN, Vreme e Nedeljnik, la rivista scientifica popolare di Politikin Zabavnik, la donna Lepota & Zdravlje , la rivista automobilistica SAT revija, la rivista informatica. Inoltre, c'è una vasta selezione di edizioni serbe di riviste internazionali, come Cosmopolitan, Elle, Grazia, Men's Health, National Geographic, Le Monde diplomatique, Playboy, Hello! e altre.
Il sondaggio Nielsen del 2009 ha riportato che i supporti di stampa rappresentavano approssimativamente il 22,4% delle entrate totali dei media nel paese.

### Trasmissioni radio
Radio Belgrado ha iniziato ad operare nel 1929 come impresa di stato. Le prime stazioni radio locali sono apparse dopo la seconda guerra mondiale - la prima a Zaječar nel 1944 - e hanno iniziato a crescere dagli anni '60. Sono stati finanziati dai governi locali e creati con l'esperienza di Radio Beograd, come parte degli strumenti mediatici delle amministrazioni locali, insieme ai giornali locali e in seguito alle emittenti televisive.
Le stazioni radio commerciali furono istituite solo negli anni '90. Uno dei precursori era Studio B, creato nel 1970 dai giornalisti di Borba (allora il giornale del Partito Comunista), basato sul modello delle stazioni radio occidentali, con molta musica e alcuni brevi programmi di notizie locali incentrati sui problemi della vita quotidiana e come risolverli - al contrario del molto più stile di insediamento (top-down e incentrato sulla politica) di Radio Belgrado. Il suo stile ha riscosso un successo nazionale.
Gli anni '90 videro l'esplosione delle radio libere: tra il 500 e il 700 operarono in tutto il paese in quel momento, la maggior parte senza licenza. Le radio più grandi (compresa Radio Belgrado) sono rimaste sotto il controllo del governo. Le stazioni private lavoravano come fonti alternative di notizie. Radio B92 ha ottenuto un rilievo speciale in questo periodo: partendo da un'iniziativa giovanile sperimentale a Belgrado nel 1989, ha conquistato il pubblico con ironia e scherno, sviluppando da un progetto sotterraneo ai più importanti media alternativi, promuovendo lo spirito liberale e umanistico e contro la guerra e l'anti- orientamento nazionalista. Il governo lo ha chiuso quattro volte, ma ogni volta ha raccolto un sostegno ancora più forte. B92 ha anche stimolato la crescita di una rete di radio indipendenti (ANEM), ritrasmettendo i programmi di notizie B92 insieme ai contenuti prodotti localmente. Il ruolo di B92 nella promozione dei media gratuiti l'ha vinto nel 1997 con il premio MTV Free Your Mind, insieme a molti altri premi.
La legge sulle trasmissioni del 2002 ha messo fine al caos legislativo degli anni '90 nel campo della radio. Le allocazioni di frequenze e licenze sono state completate solo cinque anni dopo. Complessivamente sono state rilasciate 277 licenze: 3 canali per il fornitore di servizi pubblici Radio Belgrado e 5 stazioni private nazionali (Radio B92- in seguito ribattezzato Play Radio, Radio S che di recente è diventato Radio S1, Radio Index - recentemente ribattezzato Radio S2, Roadstar Radio che è diventata Radio Hit FM e Radio Fokus che ora è defunta); 37 radio regionali e 235 locali. Tuttavia, la regolamentazione non ha risolto tutti i problemi del settore radio. Il mercato rimane sovraffollato, con molti piccoli sbocchi in concorrenza per un altrettanto piccolo mercato pubblicitario. Solo il 4% delle spese pubblicitarie sono state destinate agli annunci radiofonici nel 2009 (la TV ha ottenuto il 59%). La stampa ha ricevuto sei volte più spese pubblicitarie.
Ci sono attualmente 220 stazioni radio in Serbia. Di questi, sette sono stazioni radio con copertura nazionale, tra cui tre emittenti radiotelevisive della Serbia (Radio Belgrado 1, Radio Belgrado 2 / Radio Belgrado 3 e Radio Belgrado 202), e quattro private (Radio S1, Radio S2, Play Radio e Radio Hit FM). Inoltre, ci sono 49 stazioni regionali e 162 stazioni locali.

### Trasmissioni televisive

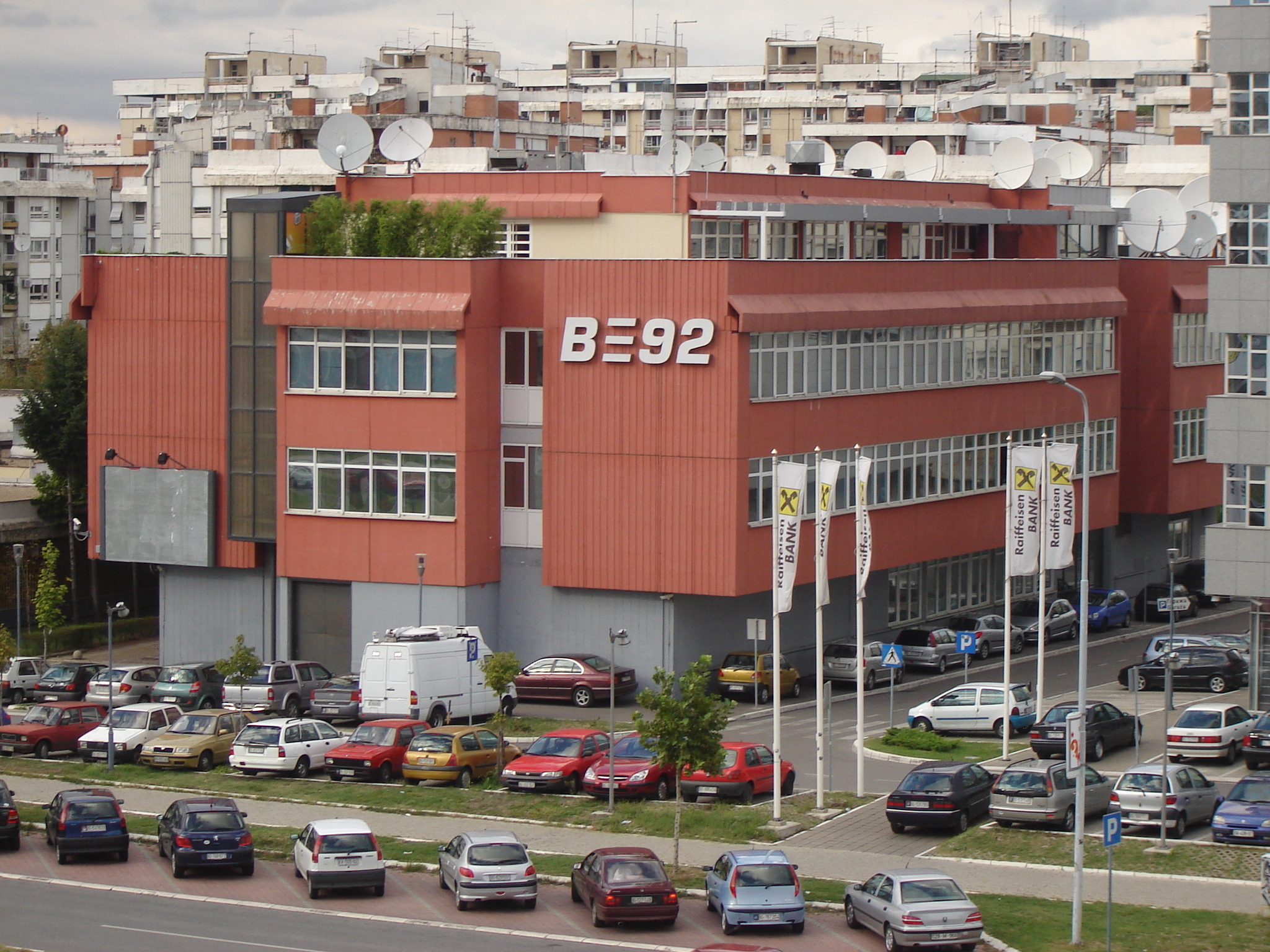
La vecchia sede B92 a Novi Beograd

Le trasmissioni televisive iniziarono nel 1958 con ogni paese dell'ex Jugoslavia con una propria stazione. In Serbia, la stazione televisiva statale era conosciuta come Television Belgrade (RTB) e divenne nota come Radio Television della Serbia dopo lo scioglimento della Jugoslavia. Il secondo canale fu lanciato nel 1972 e il terzo nel 1989. Sotto i comunisti e Slobodan Milošević, le trasmissioni di stato erano controllate dal partito di governo. Il quartier generale dell'RTS è stato bombardato durante l'azione della NATO contro la Jugoslavia. Il sistema sviluppato da un monopolio pubblico, con centri regionali (TV Novi Sad, TV Pristina) in un sistema doppio, pubblico e privato. Il governo, pur sopprimendo lo sviluppo di canali alternativi in tutto lo stato, ha permesso le trasmissioni di stazioni commerciali regionali e locali (che potevano trarre profitto da un numero illimitato di annunci pubblicitari per la vendita), nonché nuovi canali televisivi locali pro-governativi. Dopo la caduta di Milošević, RTS divenne noto come Nova RTS come affermazione di indipendenza mentre B92 iniziò a trasmettere.
La televisione rimane il mezzo più diffuso e popolare in Serbia. Secondo la ricerca di AGB Nielsen nel 2009, i serbi osservano mediamente cinque ore al giorno di televisione, diventando così la media più alta d'Europa. La televisione è la principale fonte di notizie e informazioni per i cittadini (85%, contro l'11% per la stampa e il 2% per radio e Internet ciascuno), mentre la maggior parte del pubblico va ai programmi di intrattenimento. La sostenibilità finanziaria dell'intero settore rimane in dubbio e le emittenti preferiscono programmi economici e leggeri piuttosto che produzioni interne di alta qualità.
Il mercato televisivo in Serbia era ed è ancora in una certa misura saturo. Nel 2001 c'erano 253 stazioni TV e oggi sono più che dimezzate a 109 licenze. Ci sono sette nazionale free-to-air canali televisivi, con l'emittente pubblica Radio Televisione della Serbia (RTS) che operano a tre (RTS1, RTS2 e RTS3) e restanti quattro sono emittenti private: Prva, O2.TV, Rosa e Felice TV. Le condivisioni di visualizzazione per questi canali nel 2016 sono state le seguenti: 19,2% per RTS1, 14,8% per Pink, 9,7% per Prva, 7,9% per Happy TV, 5,8% per B92 e 3,1% per RTS2. Ci sono 28 canali regionali e 74 canali locali. Oltre ai canali terrestri ci sono una dozzina di canali televisivi serbi disponibili solo via cavo o via satellite.
La Serbia ha completato la transizione verso la trasmissione digitale nel 2015, avendo scelto lo standard di compressione MPEG-4 e lo standard DVB-T2 per la trasmissione del segnale.

### Agenzie di stampa
Ci sono due agenzie di stampa nazionali in Serbia: Beta e Fonet. Entrambe sono moderne agenzie di notizie multimediali, con servizi di stampa, audio e video, oltre a notizie di testo per cellulari.
- Beta è stata lanciata nel 1994 da 12 giornalisti e ha oggi più di 200 dipendenti, fornendo servizi in serbo, inglese e lingue minoritarie (ungherese, albanese, rom) sull'evento nella più ampia regione dell'Europa sud-orientale. Beta ha fondato e gestisce due stazioni radio:Radio Beta-RFIa Belgrado, in collaborazione conRadio France Internationalee Radio Sto Plus aNovi Pazar. Gestisce anche il portale webArgusincentrato sulla lotta alla corruzione e alla criminalità organizzata. La sua proprietà è ancora nelle mani dei giornalisti fondatori, che hanno investito tutti i profitti nello sviluppo dell'agenzia[1].
- Fonet è la più piccola delle due, con circa 50 dipendenti e fornisce un servizio speciale sulle notizie europee (Euroservice)[1].

- La nuova agenzia di stampa Tanjug è sorta nel marzo del 2021[21], subentrando all'omonima storica agenzia cancellata dai registri APR (Agenzia dei registri delle imprese)[22][23]. La compagnia privata Tačno con sede a Belgrado diretta dall'editore Željko Joksimović, cantante serbo – controllata da Radio-televizije Pančevo e da Minacord media[23], rappresentate rispettivamente dal cantante Joksimović e dalla giornalista Manja Grčić (già in Antena Group nel 2018 per la Serbia e il Montenegro[24]) –, secondo un comunicato[25][26], ha rilevato i diritti di proprietà e l'uso dei marchi della storica agenzia. Infatti, la vecchia omonima era un'agenzia di stampa statale, fondata nel 1945, che ha cessato l'attività nel 2015[27], derivazione dalla "Agenzia Telegrafica della Nuova Jugoslavia" della resistenza di Tito, e aveva raggiunto la fama internazionale negli anni '70, coprendo Occidente, Oriente e non- eventi dei paesi allineati - prendendo parte al Pool di agenzie di notizie non allineate e classificandosi tra le prime 10 maggiori agenzie di notizie del mondo con 48 corrispondenti, 900 dipendenti e 400 notizie al giorno. Negli anni '90 era diventata lo strumento principale per la posizione del governo. I giornalisti sono partiti per agenzie di stampa statali di nuova costituzione in altri paesi post-jugoslavi o per nuove agenzie private Fonet (febbraio 1994) e Beta(Maggio 1994), che permise al pluralismo dei media di persistere nella Serbia degli anni '90. I suoi archivi fotografici, con 3,5 milioni di negativi sugli eventi più importanti nell'ex Jugoslavia, in Serbia e all'estero, a partire dalla seconda guerra mondiale, sono rimasti i più importanti nella regione e dopo la liquidazione dell'agenzia sono stati trasferiti negli Archivi della Jugoslavia[28].

### Media online
Il numero totale di pubblicazioni online in Serbia non è noto. Nel maggio 2010 l'Agenzia dei registri delle imprese serbe conta 66 siti Internet registrati. Freedom House riporta circa 200 portali di notizie online nel 2014 e il 54% di residenti serbi con accesso a Internet.
I media su Internet sono rimasti a lungo marginali nel mercato dei media serbi. Nel 2009, l'indagine Nielsen ha riferito che rappresentavano solo l'1,6% del totale delle entrate dei media nel paese. Anche i media tradizionali hanno assunto la posizione online, seguendo la guida di B92 e il suo concetto di super scrivania, modificando storie per radio, TV e siti web. Il sito Web di B92 è stato lanciato nel 1995 e Internet ha rappresentato un'alternativa utile per la circolazione di notizie durante periodi di divieti radio da parte dello stato.
A partire dal 2014, i siti più visitati in serbo (principalmente sul .rs dominio) sono la versione serba di Google seguita da edizioni online di stampa quotidiana Blic, notizie portale web di B92 broadcaster, portale di notizie di stampa quotidiana Kurir, annunci KupujemProdajem.
Il dominio internet della Serbia è passato gradualmente da .yu (Yugoslavia) a .rs (Repubblica di Serbia) dopo il 2008. L'autorità nazionale sui domini internet è il Registro nazionale serbo dei nomi di dominio Internet (Registar nacionalnog internet domena Srbije, RNIDS).

## Organizzazioni nei media

### Sindacati
La Serbia ha due associazioni jounalistiche professionali nazionali: l'Associazione giornalistica serba (Udruzenje novinara Srbije - UNS) e l'Associazione giornalistica indipendente della Serbia (Nezavisno udruzenje novinara Srbije - NUNS), spesso in conflitto. NUNS ha una affiliazione regionale nell'Associazione giornalisti indipendenti di Vojvodina (NDNV). Nessuna organizzazione è a favore dei diritti dei giornalisti freelance.
L'UNS fu fondata a Belgrado nel 1881 e in epoca socialista difese l'autonomia dei media nei limiti dell'ideologia autogovernativa del Partito comunista jugoslavo. Durante il regno di Milosevic, i giornalisti si dividono tra quelli interessati alla protezione dell '"interesse nazionale", vedendo i media come uno strumento statale e coloro che sono interessati alla protezione della professione, concentrandosi sullo sviluppo di una società pluralista e la necessità di imparzialità ed equilibrio nella professione giornalistica, cercando così di resistere alle pressioni politiche. I leader delle Nazioni Unite hanno promosso la difesa degli "interessi serbi" e del "giornalismo patriottico". Molti membri dell'associazione lo hanno abbandonato e hanno fondato NUNS nel 1994. L'UNS si è dissociato dal suo precedente comportamento dopo la caduta di Milosevic: nel 2001 escludeva otto ex principali giornalisti. Tuttavia, la sua collaborazione con il precedente governo rimane un argomento di discordia con NUNS, che spinge a vietare tutti i giornalisti associati alla promozione della guerra dell'ex amministrazione, all'odio, alla discriminazione etnica e politica. Nel 2009 NUNS ha lanciato accuse criminali contro quei giornalisti che lavoravano in RTV Belgrado,RTV Novi Tristi e quotidiani Vecernje Novosti e Politika negli anni '90, mentre l'UNS li ha difesi come persone che "hanno appena fatto il loro lavoro" e si oppongono al riesame del comportamento dei media negli anni '90.
Nel 2000 l'UNS ha dichiarato 1.514 membri, NUNS ha dichiarato 1.410 membri, mentre circa 3.000 giornalisti sono rimasti non associati. Oggi, l'UNS rimane la principale associazione di giornalisti in Serbia, con circa 6.000 membri, contro i 2.400 di NUNS. Entrambe le associazioni sono membri della Federazione internazionale dei giornalisti e si battono per la protezione degli aspetti legali e sociali del giornalismo, la promozione del giornalismo libero e del pluralismo dei media e lo sviluppo di norme professionali e standard etici.
La Serbia non ha una tradizione dei sindacati dei giornalisti e delle organizzazioni dei media, dal momento che le associazioni si sono occupate della protezione sociale in passato. I giornalisti in Serbia restano sottopagati e sottoccupati, spesso con un contratto regolare e al di sotto dei salari minimi. I giornalisti che lavorano nei media locali a rischio di fallimento sono particolarmente esposti, poiché sono lasciati senza protezione sociale.
- Nel 2003, l'UNS ha istituito l'Unione dei giornalisti di Serbia, con circa 800 membri, per redigere un contratto collettivo nazionale e aiutare i giornalisti a negoziare con i proprietari dei media.
- L'Associazione dei media elettronici indipendenti (Asocijacija nezavisnih elektronskih medija - ANEM), è un'organizzazione commerciale di 28 stazioni radio e 16 compagnie televisive (nazionali e locali, grandi e piccole), oltre ad altre organizzazioni, lanciate nel 1993 per rafforzare l'indipendenza dei media non affiliato al governo. Si batte per la creazione di un quadro giuridico politicamente indipendente, per un ambiente economicamente sostenibile per lo sviluppo di media elettronici e per il miglioramento degli standard professionali e tecnici nella sfera dei media. L'ANEM fornisce attività di lobbying per le leggi sui media, l'educazione dello staff dei media, l'assistenza legale e il supporto tecnico per i suoi membri.
- L'Associazione dei media indipendenti locali ("Stampa locale") è l'organizzazione dei media della stampa locale, fondata nel 1995 e con 25 membri.
- Media Association (Asocijacija medija) riunisce alcuni grandi editori, tra cui Vecernje Novosti, Ringier Serbia, Colour Press Group, giornali e riviste Politika, Press Publishing Group, Adria Media Serbia, Dnevnik-Vojvodinapress, Ekonomist, Vreme e VojvodinaInfo. Mira a migliorare gli standard professionali nel giornalismo (come il Consiglio stampa) e ad assicurare l'indipendenza dei suoi membri dalle pressioni politiche ed economiche[1].

### Autorità regolatorie
La regolamentazione della sfera dei media è un compito di diverse agenzie. La Repubblica Broadcasting Agency (RRA) è stata fondata nel 2005, seguita dall'Agenzia delle telecomunicazioni della Repubblica (RATEL), responsabile del settore delle telecomunicazioni. La stampa non è regolamentata, ma dal 2010 il Consiglio stampa lavora come organismo di autoregolamentazione per garantire l'attuazione del Codice etico dei giornalisti. I nuovi media non sono regolamentati.

#### Republic Broadcasting Agency
L'RRA è definita come "entità giuridica autonoma", "funzionalmente indipendente da qualsiasi organo statale, nonché da qualsiasi organizzazione o persona coinvolta nella produzione e trasmissione di programmi radiofonici e televisivi".
L'RRA ha acquisito ampie competenze precedentemente affidate a enti statali, tra cui l'emissione di licenze di trasmissione (legalmente condizionate alla mancanza di affiliazioni dei proprietari ai partiti politici e alla definizione delle regole durante campagne elettorali o periodi di lutto. conformità dei media serbi alla legge sulla radiodiffusione e decide in merito ai reclami, supervisiona la trasformazione di RTS in un'emittente di servizio pubblico e nomina il consiglio direttivo di RTS, che sceglie i suoi direttori.
L'indipendenza della RRA è formalmente garantita da un paio di meccanismi:
- In primo luogo, i suoi membri del Consiglio sono eletti dal Parlamento, sulla base di nomine provenienti da organizzazioni della società civile (il Comitato Cultura e Media dell'Assemblea Nazionale, l'Assemblea della provincia della Vojvodina, il mondo accademico, le ONG e la comunità dei media professionisti). I candidati non possono essere statali o funzionari di partito, né hanno interesse a programmare la produzione o la trasmissione[30].
- In secondo luogo, la RRA ha le proprie fonti di reddito nelle tariffe di licenza di trasmissione.

Tuttavia, l'indipendenza, la responsabilità e l'imparzialità della RRA, così come le sue capacità, rimane in dubbio. Le regole di selezione e di nomina sono aperte a interpretazioni multiple e lasciano spazio all'arbitrarietà e alle possibili pressioni politiche. Secondo l'European Journalism Centre, l'RRA non ha risorse umane e finanziarie per svolgere i suoi compiti. Non riesce a monitorare le emittenti né a pubblicarne i risultati. Mentre le emittenti hanno palesemente violato i regolatori di pubblicità, la RRA ha fatto pressione contro di loro solo nel 2010. L'Agenzia è giudicata non abbastanza trasparentee le liti ricorrenti sulla nomina del suo consiglio hanno ridotto la sua credibilità agli occhi del pubblico.
L'istituzione di organismi di regolamentazione indipendenti in Serbia ha attraversato diverse questioni. La nomina del primo Consiglio RRA ha creato una crisi politica durata due anni per la violazione delle regole per la loro nomina. Il ritardo ha comportato che anche la legge sulla radiodiffusione sia stata attuata lentamente, compresa la gara d'appalto e l'emissione di 467 licenze di trasmissione, la privatizzazione dei mezzi di radiodiffusione e la trasformazione delle emittenti statali nazionali e della Vojvodina in servizio pubblico. L'RRA è rimasta paralizzata dall'originaria crisi di credibilità e il processo biennale di assegnazione delle frequenze ha sollevato dubbi sulla sua indipendenza. Successive modifiche alla legge sulla radiodiffusione hanno aperto nuove strade a possibili pressioni politiche sull'ARR, ad es.
Secondo i giornalisti, l'RRA addebita alle emittenti diritti di licenza eccessivi e arbitrari. I supporti di stampa e online sono esenti dai requisiti di licenza.

#### Republic Telecommunications Agency
L'Agenzia per le telecomunicazioni della Repubblica (RATEL) è stata prevista dalla legge sulle telecomunicazioni del 2003 e ha iniziato a funzionare nel 2005. Definisce le condizioni per l'utilizzo dello spettro radioelettrico, il piano di assegnazione delle frequenze radio, assegna le frequenze radio e TV e ne monitora l'utilizzo.

#### Consiglio di stampa
Il Consiglio stampa è un organo di autoregolamentazione per i supporti di stampa. È stato istituito all'inizio del 2010, dopo anni di pianificazione e discussione della sua struttura, del processo decisionale, delle fonti di finanziamento. Comprende rappresentanti di editori di stampa, organizzazioni giornalistiche professionali e si propone di monitorare il rispetto del Codice Etico del 2006 e trattare i reclami di singoli e istituzioni.